# Keystone City
Keystone City es una ciudad ficticia que aparece en los cómics de Flash publicadas por DC Comics durante la edad de oro de los cómics, y posteriormente tras los sucesos de la Crisis en las Tierras Infinitas, se convirtió en la ciudad hermana de Central City, la ciudad de Flash de la edad de Plata, Barry Allen. Más específicamente, es el hogar del Flash original (Jay Garrick), el tercer Flash (Wally West) y el cuarto Flash (Bart Allen). Keystone City apareció por primera vez en los años 40 en la serie Flash Comics.
En los cómics Keystone ha sido descrita como "la capital obrera de los Estados Unidos" y un destacado centro industrial.

## Localización
Con los años, la ubicación de Keystone ha sido tratada muy vagamente, al igual que varias de las otras ciudades ficticias de DC tales como Gotham City o Metrópolis, pero la mayoría de los escritores han indicado que está situada en Pensilvania. Sin embargo, desde los años 90, se ha hablado de Keystone como ubicada en Kansas, cerca de la frontera Kansas/Misuri, y vecina a Ciudad Central. En SJA N° 16 (noviembre de 2000) se afirma explícitamente que Keystone City está en Ohio.

## Historia
Originariamente la ciudad era defendida en los años 1940 por el Flash original (Jay Garrick) de villanos como Violinista, Pensador, Shade o Tortuga. En coincidencia con la concelación de All-Star Comics (el último lugar donde se vieron las aventuras de Garrick como parte de la Sociedad de la Justicia de América), Garrick se retiró a principios de los años 1950 tras la disolución forzosa de la SJA original a causa del McCarthysmo.
Ya bajo el sistema del multiverso de DC, entre inicios de los años 60 y la miniserie de 1985-1986 Crisis on Infinite Eartsh, Keystone City estuvo localizada en Tierra-2 (hogar de la SJA y de los personajes de DC de la Edad de Oro), en el mismo lugar que Ciudad Central en Tierra-1 (el hogar de los superhéroes de la Edad de Plata y, en particular, de Barry Allen). Con los cambios provocados en la realidad ficticia mediante la Crisis, Keystone y Central se convirtieron en ciudades gemelas.
A comienzos de los años 60, pudo verse a Garrick abandonar su retiro (en la historia clásica "El Flash de dos mundos" ("The Flash of Two Worlds"), publicada en Flash (vol. 1) N° 123 de septiembre de 1961) y continuar defendiendo Keystone. Ya a fines de los 80, Keystone se transformó en el hogar de Wally West, el Flash en ese momento. La mayoría de la "galería de villanos" de Wally, incluyendo al Mago del Clima, el Amo de los Espejos, Capitán Boomerang y Gorila Grodd, también comenzaron a actuar en Keystone en lugar de Ciudad Central. Con los años, muchos de los villanos han pasado por períodos como criminales y como héroes.
A cinco kilómetros de Keystone está Iron Heights, la prisión de máxima seguridad que contiene a los supervillanos capturados.
Además de su industria pesada, Keystone posee la estación televisiva WKEY-TV, donde trabajaba la novia/esposa de Wally, Linda Park.

## Otras versiones
- En la historia de los Jóvenes Titanes "Titanes del mañana" ("Titans of Tomorrow") que transcurre diez años en el futuro, la totalidad de Keystone City ha sido convertida en un enorme Museo de Flash.

- Datos: Q3814883